# 내대신
내대신(일본어: 内大臣 나이다이진[*])은 일본 율령제도 하의 영외관(令外官)의 대신 중 하나이다. 좌대신(左大臣)과 우대신(右大臣) 두 사람이 사정이 있어 출사하지 못하는 경우, 대리로 정무를 보았다. 훈독은 우치노오마에쓰기미(うちのおおまえつぎみ), 우치노오토도(うちのおとど). 당명(唐名, 중국 풍의 별칭)은 내부(内府), 내승상(内丞相), 내상국(内相国), 내복야(内僕射). 위계는 정·종이위(正・従二位).

## 같이 보기
- 태정관
- 공경
- 섭관
- 공가
- 일본 궁내청